# Al Pinkerton
Alasdair Douglas Pinkerton est un universitaire et un homme politique libéral-démocrate britannique qui est député de Surrey Heath depuis 2024. Il est professeur associé de géopolitique à Royal Holloway, Université de Londres. Pinkerton est porte-parole libéral-démocrate pour l'Irlande du Nord.

## Jeunesse et carrière universitaire
Pinkerton est né et grandit en Écosse. Il obtient un diplôme en géographie de l'Université de St Andrews en 2001 et est propriétaire d'un HMO pour une propriété à St Andrews entre 2001 et 2005. En 2006, il obtient un doctorat en géopolitique à Royal Holloway, Université de Londres, sous la direction de Klaus Dodds, explorant l'émergence du BBC Empire Service dans les années 1930,.
Depuis 2009, Pinkerton travaille comme universitaire à Royal Holloway. Au moment de son élection au Parlement en 2024, il est professeur associé de géopolitique,. Il est observateur accrédité du référendum sur la souveraineté des îles Falkland de 2013 et mène des recherches dans des régions touchées par des conflits internationaux et des tensions géopolitiques,.

## Carrière politique
Pinkerton se présente pour la première fois aux élections législatives de 2019 en tant que libéral-démocrate pour Surrey Heath, terminant à la deuxième place derrière le député conservateur sortant, Michael Gove. Il passe les cinq années suivantes sur le terrain à Surrey Heath pour les Libéraux-Démocrates. Le parti prend le contrôle du conseil municipal de Surrey Heath en 2023, pour la première fois dans l'histoire de l'arrondissement.
Lors des élections générales de 2024, Pinkerton est élu député de Surrey Heath avec 44,8 % des voix et une majorité de 5 640 voix. Il est le premier député non conservateur à représenter la région en 118 ans.
Le 18 septembre 2024, Ed Davey présente sa nouvelle équipe Frontbench. Al Pinkerton y est porte-parole pour l'Irlande du Nord.

## Ouvrages publiés
- Dodds et Pinkerton, « The Falkland Islands referendum 2013 », Polar Record, vol. 49, no 4,‎ octobre 2013, p. 413–416 (ISSN 0032-2474, DOI 10.1017/S0032247413000326, Bibcode 2013PoRec..49..413D, lire en ligne)
- The Handbook of Displacement, 2020 (ISBN 978-3-030-47177-4, DOI 10.1007/978-3-030-47178-1, lire en ligne)